# 莱西耶
莱西耶（法語：Les Ilhes，法語發音：[le.z‿ij] ⓘ）是法国奥德省的一个市镇，属于卡尔卡松区。该市镇2009年时的人口为52人。

## 人口
莱西耶人口变化图示
| 数据来源：INSEE |